# 馬利夫卡
48°47′23″N 36°20′24″E / 48.78972°N 36.34000°E
米利夫卡（烏克蘭語：Милівка）是位於烏克蘭東部的村莊，由哈爾科夫州洛佐瓦區的布利茲紐基市鎮負責管轄。該村處於大捷爾尼夫卡河畔，始建於1861年，面積0.5平方公里，海拔高度100米，2001年人口202。